# مارگارت انطاکیه-لوزینیان
مارگارت انطاکیه-لوزینیان (فرانسوی: Marguerite‎; ح. ۱۲۴۴ – ۳۰ ژانویهٔ ۱۳۰۸) که با نام مارگارت طرابلس نیز شناخته می‌شود، دختر هنری انطاکیه و ایزابلا قبرسی و یکی از اشراف اوترمر که در ارباب‌نشین صور حکم می‌راند. وی یکی از اعضای خاندان انطاکیه-لوزینیان، با ژان مونتفورت، ارباب صور ازدواج کرد و پس از مرگ وی در سال ۱۲۸۴ کنترل این ارباب‌نشین در دست گرفت. وی با منصور قلاوون معاهده صلحی امضا کرد و تا سال ۱۲۹۱ به حکومت هود در صور ادامه داد. پس از سقوط صور به دست ممالیک، وی به قبرس، کانون خاندان لوزینیان رفت.